# Fluitregister (orgelregister)
Fluitregister of fluitstem behoort tot de labiaalregisters van het pijporgel.
De fluiten hebben een grotere vorm (mensuur) dan de prestanten. Ze geven een ronde, fluitachtige klank.
Fuitregisters kunnen zowel open als gedekt zijn. Dit type orgelpijpen kunnen zowel van metaal als van hout zijn gebouwd, waarbij deze laatste een zachtere klankkleur heeft.

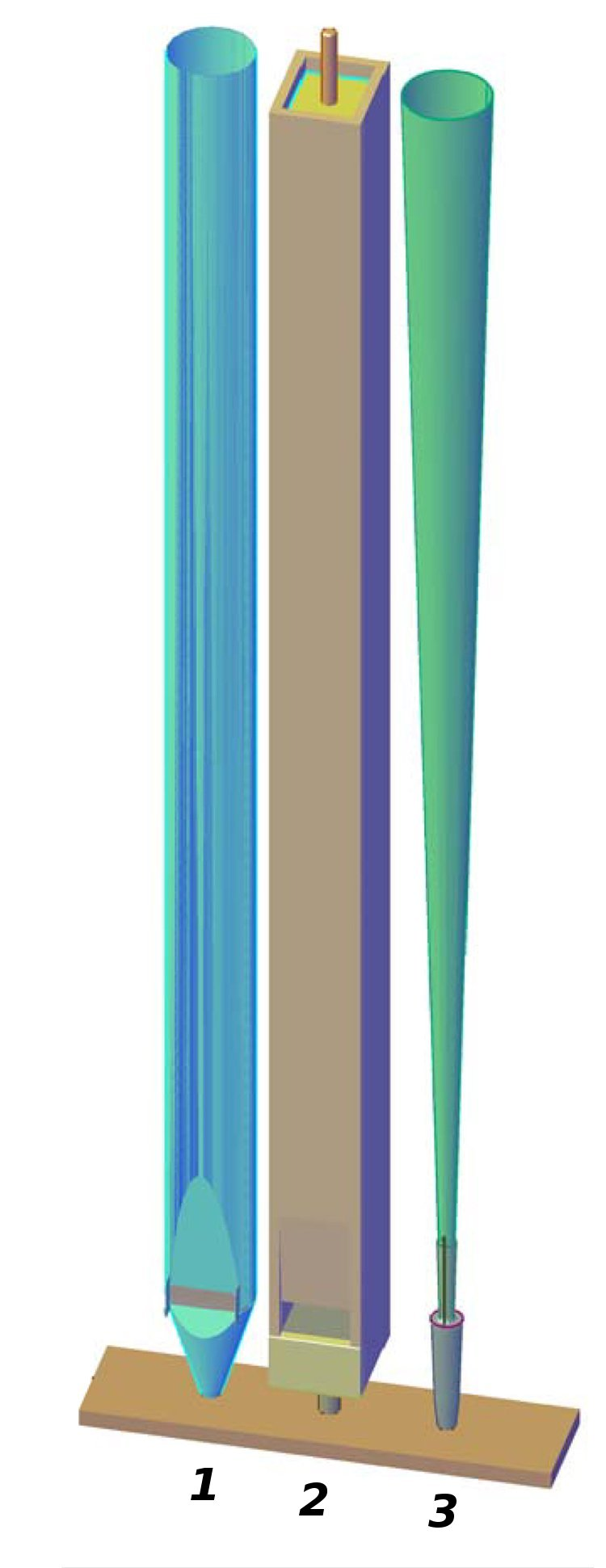
type labiaalregisters: 1) Open metaal, 2) gedekt hout, 3) linguaal

Registernamen die tot de fluitregisters behoren zijn:
- Bourdon
- Fluit
- Flageolet
- Gedekt
- Gemshoorn
- Holpijp
- Nachthoorn
- Nasard
- Quintadeen
- Roerfluit
- Spitsfluit
- Subbas

Aliquot · Bourdon · Chamadewerk · Cornet · Cymbelster · Dulciaan · Fluit · Gedekt · Grondstem · Hobo · Holpijp · Mixtuur · Nachtegaal · Prestant · Roerfluit · Salicionaal · Strijkers  · Subbas · Tolkaan · Voix céleste · Vulstem